# Bill Walker (brittisk politiker)
William Charles "Bill" Walker, född 20 februari 1929 i Dundee, död 6 juni 2017, var en brittisk (skotsk) politiker. Han var brittisk parlamentsledamot för Konservativa partiet från valet 1979 till valet 1997. Under den första mandatperioden representerade han valkretsen Perth & East Perthshire och sedan från och med valet 1983 North Tayside. Walker efterträddes 1997 av John Swinney från Scottish National Party. Walker var vice ordförande för Konservativa partiet i Skottland 2000–2008. Han besegrade sittande vice ordföranden Kim Donald i juni 2000 i valet av vice ordförande. I underhuset var Walker känd som euroskeptiker.